# Pirodriloides breviclitellatus
Pirodriloides breviclitellatus är en ringmaskart som beskrevs av Erséus och Wang 2005. Pirodriloides breviclitellatus ingår i släktet Pirodriloides och familjen glattmaskar. Inga underarter finns listade i Catalogue of Life.